# 弱水县
弱水县，中国古县名。
西魏时改永宁县置，治所在今甘肃省永昌县西，属张掖郡。北周废。